# Girolamo Nicolò Laurenti
Girolamo Nicolò Laurenti   (Bolonya, 4 de juny de 1678 - Bolonya, 26 de desembre de 1751) fou un violinista i compositor italià.
Girolamo Nicolò Laurenti provenia d'una família de músics, (el seu germà petit Pietro P Laurenti també fou un compositor conegut i prolífic), que va aprendre a tocar el violí del seu pare Bartolomeo Laurenti (1644-1726), després de Giuseppe Torelli i Tomaso Antonio Vitali. El 1699 va ser acceptat com a músic a l'Accademia Filarmonica i el 1710 com a compositor. El 1706 va poder assumir el càrrec del seu pare a la basílica de San Petronio i el 1734 va ser nomenat mestre de concerts de la mateixa per Giacomo Antonio Perti. Johann Joachim Quantz el va recomanar com a mestre de concert de l'orquestra al "Teatre San Giovanni Grisostomo" de Venècia. Johann Georg Pisendel va realitzar diverses còpies de les obres de Laurenti per a la seva biblioteca (l'anomenat Schranck No: II) a la "Dresden Hofkirche". A més de les obres per a cordes, Laurenti va escriure diverses obres espirituals. Un dels seus alumnes de Torí fou Lorenzo Somis (1688-1775).

## Obres (selecció)
- Trio Sonata a Minor, a la Corona de dodici flors harmòniques a tres instruments (Bolonya, 1706)
- 6 concerts per a violí principal, cordes i c. Op. 1 (Amsterdam, 1727)
- 5 concerts
- Concert en A major per a violí principal, violí, viola, baix i orgue
- 25 Ricercari per a violí solista
- diverses simfonies de corda